# Primera División de Chile 1934
Primera División de Chile 1934 var den chilenska högstaligan i fotboll för herrar för säsongen 1934, som slutade med att Magallanes vann mästerskapet.

## Sluttabell
| Plac | Lag                | Poäng | S  | V  | O | F | GM | IM | MSK |
| ---- | ------------------ | ----- | -- | -- | - | - | -- | -- | --- |
| 1    | Magallanes         | 21    | 11 | 10 | 1 | 0 | 63 | 11 | 52  |
| 2    | Audax Italiano     | 19    | 11 | 9  | 2 | 0 | 50 | 21 | 29  |
| 3    | Colo-Colo          | 17    | 11 | 7  | 2 | 2 | 51 | 19 | 32  |
| 4    | Unión Española     | 16    | 11 | 7  | 0 | 4 | 46 | 20 | 26  |
| 5    | Santiago Badminton | 13    | 11 | 6  | 3 | 2 | 42 | 23 | 19  |
| 6    | Santiago FC        | 12    | 11 | 6  | 0 | 5 | 34 | 24 | 10  |
| 7    | Santiago National  | 11    | 11 | 5  | 1 | 5 | 23 | 45 | -22 |
| 8    | Carlos Walker      | 6     | 11 | 3  | 0 | 8 | 21 | 40 | -19 |
| 9    | Ferrovarios        | 5     | 11 | 2  | 1 | 8 | 21 | 36 | -15 |
| 10   | Green Cross        | 5     | 11 | 2  | 1 | 8 | 19 | 53 | -34 |
| 11   | Deportivo Alemán   | 5     | 11 | 2  | 1 | 8 | 15 | 42 | -27 |
| 12   | Morning Star       | 3     | 11 | 0  | 2 | 9 | 17 | 68 | -51 |

Audax Italiano och Santiago Badminton fick en poäng respektive två poängs avdrag, medan Colo och Unión Española fick en respektive två poäng ytterligare, detta av okänd anledning.
| Primera División Vinnare av Primera División 1934 |
| ------------------------------------------------- |
| Chile                                             |
| Magallanes 2:a titeln                             |